# Metković
Metković (italienska: Metcovich) är en stad i landskapet Dalmatien i Kroatien. Staden har 13 873 invånare (2001) och ligger i Dubrovnik-Neretvas län. I närheten av staden ligger den forntida romerska bosättningen Narona. 

## Historia
År 1442 nämns Metković för första gången i ett skrivet dokument. Staden hamnade tidigt under republiken Venedigs inflytelse och som gränsstad till Osmanska riket stod flera viktiga militära slag i och omkring staden. Först på 1800-talet, under den österrikiska förvaltningen, utvecklades staden ekonomiskt. Vägar byggdes och 1849 öppnas det första postkontoret. 1875 besökte kejsaren Frans Josef I staden.